# ليلاند إيزاك سينيور
ليلاند إيزاك سينيور (بالإنجليزية: Leland Isaacs, Sr.)‏ هو عازف قيثارة وملحن أمريكي، ولد في 1929، وتوفي في 1983.